# 13e régiment de uhlans de Vladimir
 (mai 2021).
Si vous disposez d'ouvrages ou d'articles de référence ou si vous connaissez des sites web de qualité traitant du thème abordé ici, merci de compléter l'article en donnant les références utiles à sa vérifiabilité et en les liant à la section « Notes et références ».

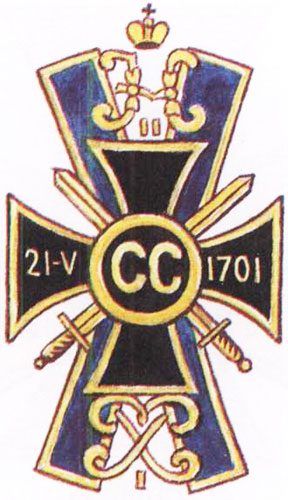
Insigne du régiment 1700-1918.

Le 13e régiment de uhlans de Vladimir (13-й уланский Владимирский полк) est une formation de uhlans de l'Armée impériale russe. 

## Histoire
Le régiment doit ses débuts au colonel de dragons Mikhaïl Jdanov et il est formé le 27 mai 1701, bien que déjà le 23 décembre 1700 le prince Boris Alexeïevitch Galitzine avait été sommé par Pierre le Grand de recruter et former dix régiments de dragons dans les villes de base. Le 21 mai 1704, le régiment était à la revue de Cheremetiev.  
Le régiment reçoit son baptême du feu le 27 décembre 1701 (9 janvier 1702 dans le calendrier grégorien) à la bataille d'Erastfer, gagnée par les Russes.
En 1702, le régiment reçoit le nom de son nouveau commandant, le prince Piotr Mechtcherski, puis le 10 mars 1708 il est baptisé du nom de Vladimir.
À la bataille de Lesnaya, le 28 septembre 1708, jusqu'à 100 hommes de l'unité sont mis hors de combat. Le régiment de Vladimir prend part à la bataille de Poltava, et celle près de Braïlov, le 13 juillet 1711 où il se tient en première ligne. Les hommes de Vladimir, avec le général Renne en tête, attaquèrent courageusement les fortifications ennemies. 

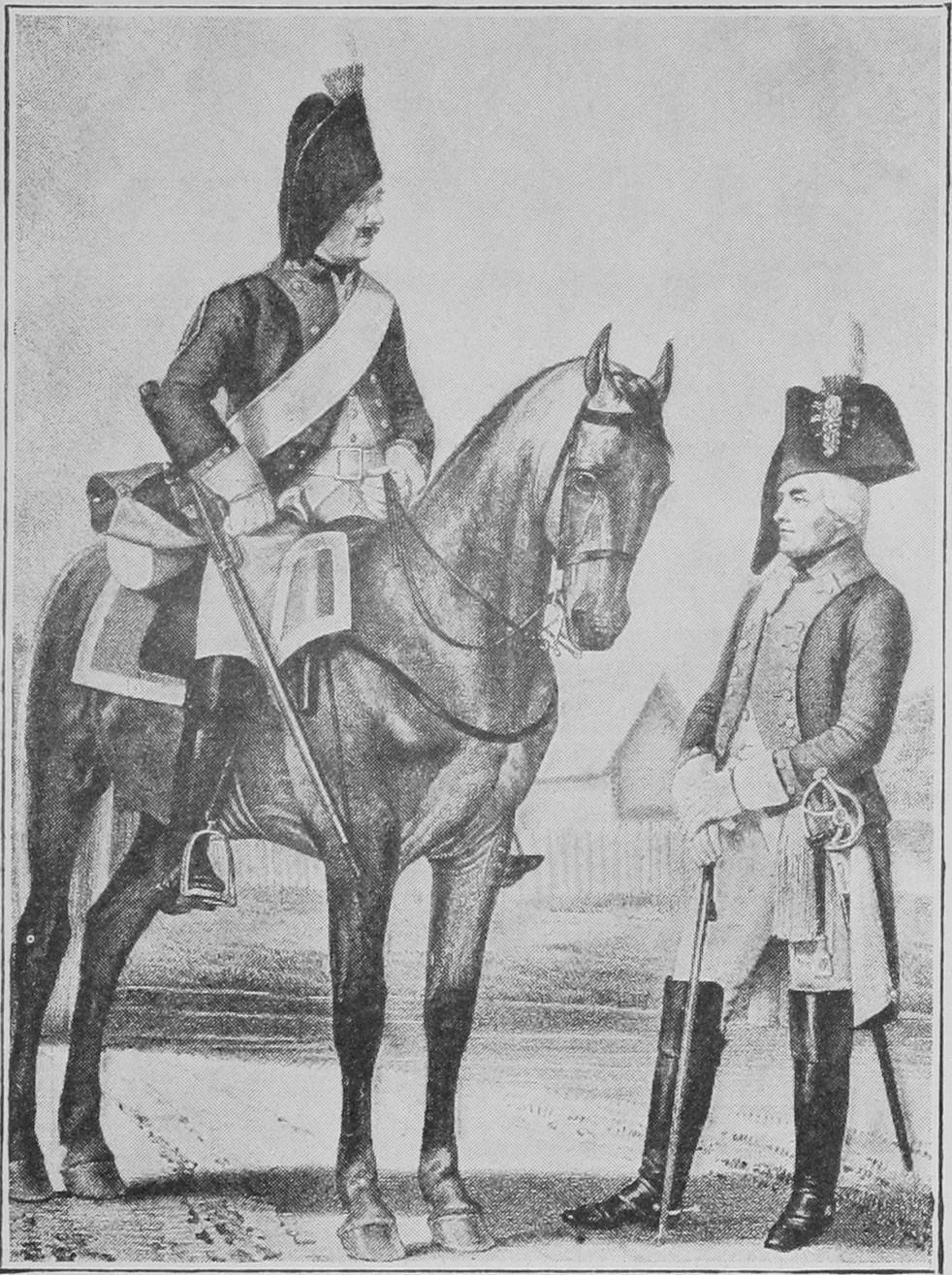
Homme du rang et officier du régime de dragons de Vladimir (1797-1801)

En 1727, le régiment prend le nom d'Alatyr du nom de son casernement.  
À partir de 1777, le régiment se trouvent pendant plus de trente ans d'abord dans le Caucase du Nord, puis en Transcaucasie. En 1779. il est commandé par le baron Wilhelm Schultz von Ascheraden.
Pendant la révolte d'Anapa dans la nuit du 22 juin 1791, le commandant du régiment Polikarpov se lance dans une attaque à la minute la plus critique avec ses hommes et ils remportent la victoire ; Polikarpov reçoit pour cela l'ordre impérial et militaire de Saint-Georges de 3e classe et est reçu en audience par la Grande Catherine lui apportant les clefs de la forteresse. Le régiment a perdu dans ce combat huit officiers et deux cent quarante cinq soldats.
La dernière année du règne de Catherine II, le régiment prend part à l'expédition russe en Perse de 1796.
En 1795, le régiment des dragons de Voronej lui est réuni. En 1780-1801, il est commandé par Dmitri Chepelev.
Pendant la Guerre patriotique de 1812, le régiment Vladimirsky prend part à beaucoup de batailles clef contre les armées napoléoniennes. À partir de 1809, le régiment est commandé par Ivan Argamakov.

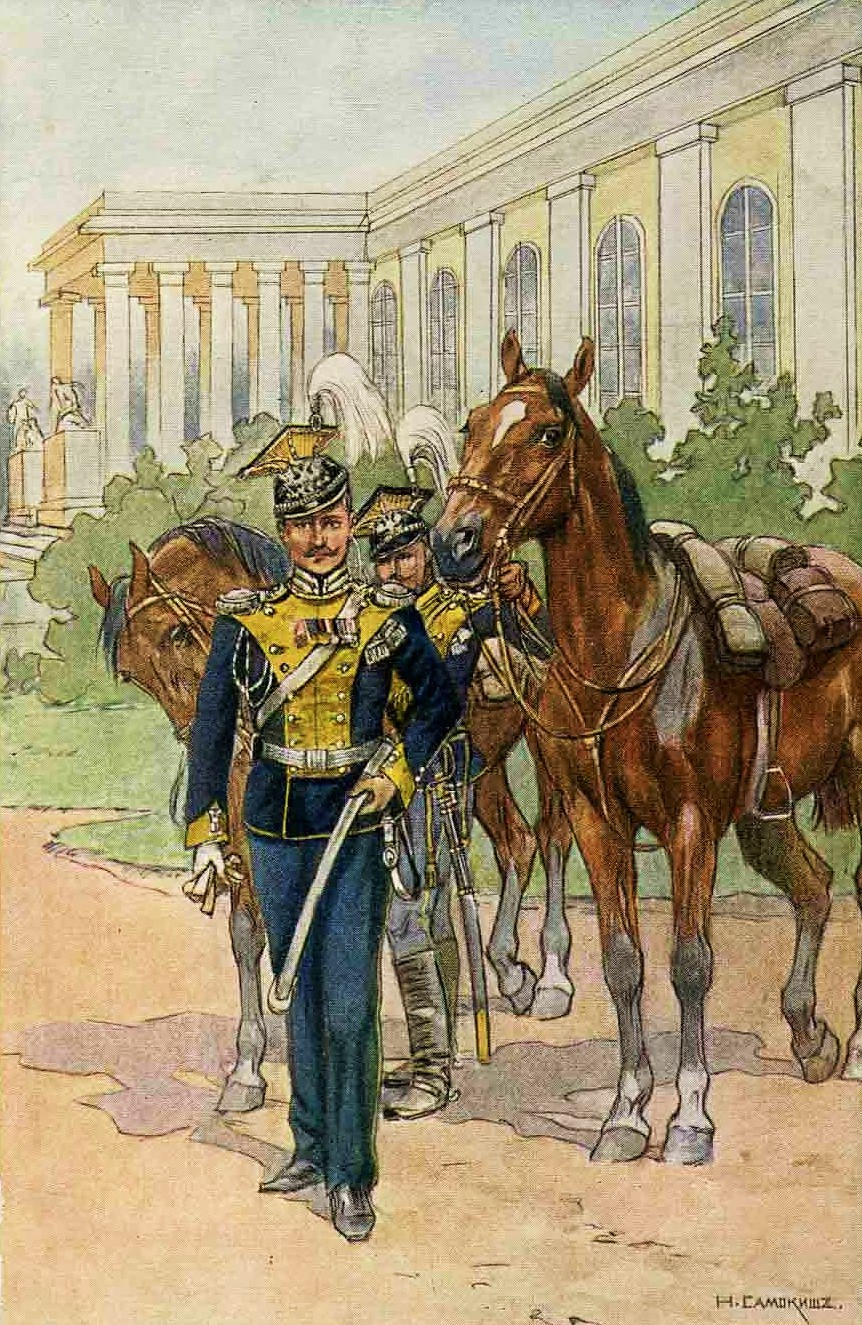
Ober offitser du 13e régiment de uhlans par Nikolaï Samokich.

Il reçoit le nom de régiment de uhlans en décembre 1812. Le grand-duc Michel Pavlovitch de Russie en est nommé le chef le 26 août 1826, et le 19 septembre 1849 le grand-duc Michel Nikolaïevitch de Russie.
En 1868-1870, le commandant en est le prince Nicolas d'Oldenbourg, en 1870-1875 Dmitri Dokhtourov.
Pendant la Guerre russo-turque de 1877-1878 le régiment est intégré dans le détachement de Rouchtchouk. Le régiment est décoré pour sa bravoure le 21 juin 1878 avec un insigne de couvre-chef avec l'inscription « pour distinction à la guerre turque 1877-1878 »,.
Dans la période du 18 août 1882 au 6 décembre 1907, il s'appelle le 38e régiment de dragons de Vladimir de SAI le grand-duc Michel Nikolaïevitch. Du 8 juillet 1891 au 5 mai 1893, il est commandé par le colonel Fiodor von Hoerschelmann, du 24 mai 1893 au 12 novembre 1897 par le colonel Vladimir Sakharov, du 24 novembre 1897 à 1903 par le colonel N.A. Soukhomlinov, du 20 mars 1903 au 20 mai 1905 par le colonel V.V. Meinard, en 1909-1911 par le colonel baron Gustaf von Mannerheim (futur président de la Finlande).
Pendant la Première Guerre mondiale, le 13e régiment de uhlans de Vladimir est actif sur le Front du Sud-Ouest dans la 13e division de cavalerie (7e corps de cavalerie) de la 11e armée.
Le régiment cesse son existence en 1918.

## Source de la traduction
- (ru) Cet article est partiellement ou en totalité issu de l’article de Wikipédia en russe intitulé « Владимирский 13-й уланский полк » (voir la liste des auteurs).